# Cameron Mackintosh
Cameron Mackintosh, född 17 oktober 1946 i Enfield, är en brittisk musikalproducent som producerat verk såsom Cats, Miss Saigon, Fantomen på Operan, Les Misérables och många fler.
Cameron Mackintoshs far var från Skottland och hans mor från Malta. Han blev adlad av drottningen, till Sir Cameron Mackintosh, för sina prestationer inom underhållningsbranschen. Mackintosh har gjort sig känd för att ha tjänat stora pengar på "konceptbyggande". Hans produktioner har fått sättas upp över hela världen så länge de är exakta kopior av hans originaluppsättning. I början av nya millenniet köpte Cameron ett tiotal teatrar i Londons West End.